# Mangelia subsida
Mangelia subsida é uma espécie de gastrópode do gênero Mangelia, pertencente a família Mangeliidae.